# Golden Gio
Golden Gio, född 8 februari 2022, är en italiensk varmblodig travhäst som tränas av Marco Smorgon och körs av Matthieu Abrivard.
Han började tävla 2024 och inledde med en andraplats för att sedan ta sin första seger i tredje starten. Han har hittills sprungit 137 760 euro på 8 starter, varav 5 segrar och 1 andraplats. Karriärens hittills största seger har kommit i Prix Paul-Viel (2025).
Golden Gio har även vunnit Prix Maurice de Gheest (2025).

## Statistik
| Statistik för Golden Gio (Ref.) | Statistik för Golden Gio (Ref.) | Statistik för Golden Gio (Ref.) | Statistik för Golden Gio (Ref.) | Statistik för Golden Gio (Ref.) | Statistik för Golden Gio (Ref.) |
| ------------------------------- | ------------------------------- | ------------------------------- | ------------------------------- | ------------------------------- | ------------------------------- |
| Starter                         | Placeringar                     | Startprissumma                  | Segerprocent                    | Platsprocent                    | Rekord                          |
| 8                               | 5-1-0                           | 137 760 euro                    | 63 %                            | 75 %                            | 1.13,1ak,                       |

### Större segrar
| År   | Lopp                   | Kusk              | Vinstbelopp | Grupp   |
| ---- | ---------------------- | ----------------- | ----------- | ------- |
| 2025 | Prix Maurice de Gheest | Matthieu Abrivard | 54 000 EUR  | Grupp 2 |
| 2025 | Prix Paul-Viel         | Matthieu Abrivard | 67 500 EUR  | Grupp 2 |